# Baron Dacre
 (août 2018).

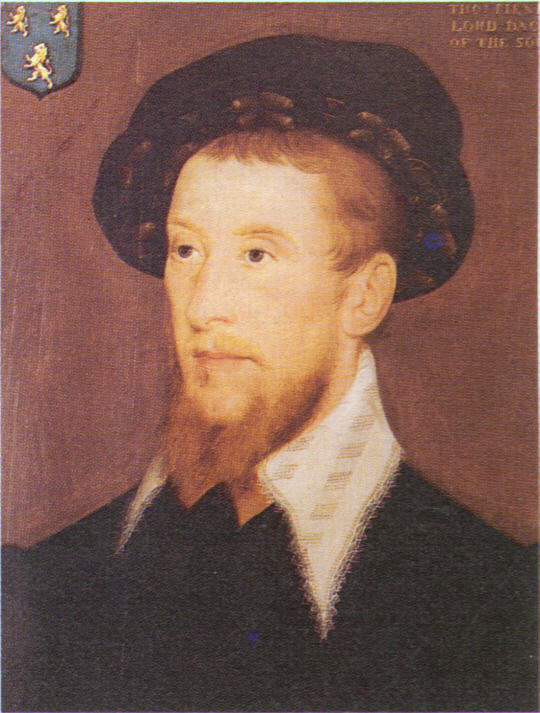
Thomas Fiennes,
9e baron Dacre du Sud. Exécuté pour meurtre en 1541 son titre fut annulé.

Le titre de Baron Dacre fut créé trois fois par la pairie d'Angleterre.

## Histoire
Le titre fut d'abord créé en 1321, lorsque Ralph Dacre fut cité à comparaitre au Parlement à titre de Lord. Il avait épousé Margaret, deuxième Baronne Multon de Gilsland, l'héritière d'une grande propriété dans le comté de Cumbria, comptant le Château de Naworth et des terres dans le Yorkshire du Nord, centré sur le Château Howard. Cependant, après la mort de Margaret en 1361, le statut de la baronnie devint incertain. Le plus jeune fils du troisième Baron fut assassiné en 1375 et remplacé par son frère cadet, qui devint le quatrième Baron. Le dernier petit-fils du Baron, Thomas Dacre, devint le sixième Baron. Son second fils, Ralph, fut cité à comparaître au Parlement à titre de Lord Dacre (de Gilsland) en 1459, titre recréé pour l'occasion. Cependant, cette nouvelle création s'éteignit à sa mort en 1461. Le cinquième fils de Thomas, Humphrey, fut lui aussi cité au Parlement à titre de Lord Dacre de Gilsland en 1482.

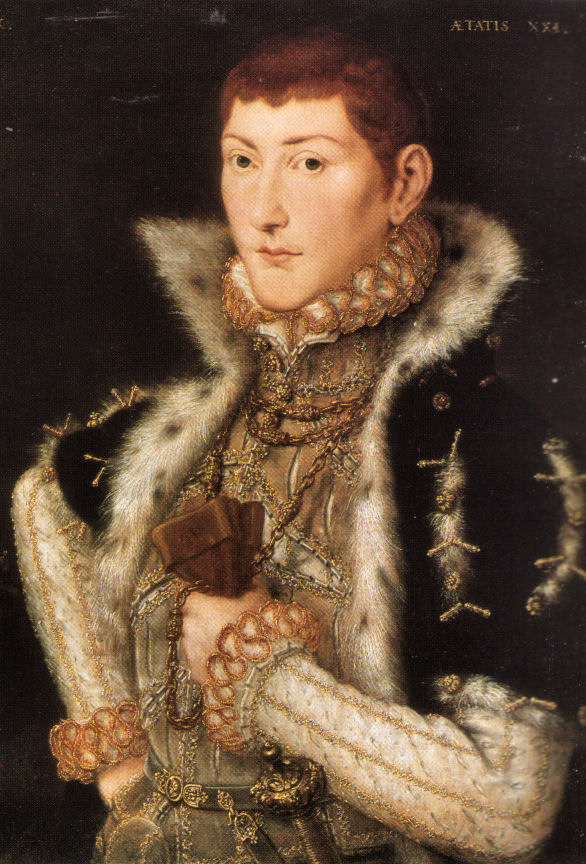
Gregory Fiennes, 10ème Baron Dacre, fils de Thomas 9ème Baron. Il récupéra le titre de Lord Dacre en 1558. Ici peint par Hans Eworth (d.1574)

Thomas fut remplacé par sa petite-fille Joan, la dix-septième Baronne, la seule enfant vivante du fils ainé de Sir Thomas Dacre (1410–1448). Elle fut la femme de Sir Richard Fiennes de Herstmonceux Castle, Sussex. En 1459, Richard fut cité au parlement au titre de Lord Dacre comme ayant droit par sa femme.
Pendant un temps, il y eut deux Barons Dacre : les Fiennes, qui siégeaient dans le Sussex, étaient communément appelés Baron Dacre Du Sud, pendant que ceux qui siégeaient à Naworth Castle et Gilsland dans le comté de Cumberland étaient nommés Baron Dacre du Nord. Cette distinction disparut en 1569 avec l'extinction du titre de Gilsland.
L'arrière-arrière-petit-fils du 7ème Baron (le 9ème baron) est connu pour son inculpation pour meurtre en 1541, qui lui fit perdre son titre. Cependant, son fils Gregory recouvra le titre en 1558. Il fut remplacé par sœur Margaret, la onzième baronne, la femme de Sampson Lennard. Leur arrière-petit-fils, le quatorzième Baron, l'époux d'Elizabeth Bayning, la fille de Paul Bayning, premier Vicomte Bayning de Sudbury, qui en 1674 (après la destruction du titre) fut créé Vicomtesse Bayning. Leur fils, Thomas Lennard, 15th Baron Dacre fut créé Comte du Sussex en 1674 à la suite de son mariage avec lady Anne Fitzroy, fille de Charles II Stuart. Cependant, son comté disparu à sa mort en 1715, et la baronnie revint à ses deux filles, l'honorable Barbara et l'honorable Anne. Barbara mourut sans enfant en 1741, et Anne obtint la totalité des terres et des titres et devint la seizième Baronne. Elle se maria trois fois, tout d'abord avec Richard Barrett, puis avec Henry Roper, 8ème Baron Teynham, et ensuite l'Honorable Robert Moore, fils d'Henry Moore, 3ème Comte de Drogheda. Elle fut remplacée par Thomas Barrett-Lennard, le 17ème Baron, fils de son premier mariage. Il mourut sans enfant légitime et eut pour successeur son neveu, le 18ème baron, qui était le fils de l'Honorable Charles Roper, issu du deuxième mariage de Lady Dacre. À sa mort le titre passa à sa sœur Gertrude, la 19ème baronne, qui épousa Thomas Brand.

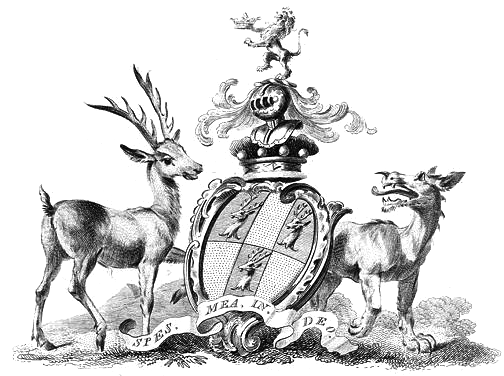
Armes de la famille Roper (18ème baron DAcre).

Elle fut remplacée par son fils, le 20ème Baron. Il représenta le Hertfordshire à la chambre des communes du Royaume-Uni. Son plus jeune frère, le 21ème Baron, fut général dans l'armée. En 1824, il reçut par une charte royale le nom de Trevor de Brand. Il fut remplacé par son fils ainé, le 22ème Baron. Il siégea au parlement pour le Hertfordshire et servit aussi comme Lord Lieutenant d'Essex. Quand il mourut, le titre passa à son plus jeune frère, Henry Brand, 1er Vicomte Hampden, qui devint le 23ème Baron Dacre.

## Barons Dacre
- Ralph Dacre, 1er baron Dacre (v. 1290–1339)
- William Dacre, 2ème baron Dacre (1319–1361)
- Ralph Dacre, 3ème baron Dacre (en) (1321–1375)
- Hugh Dacre, 4ème baron Dacre (en) (1335–1383)
- William Dacre, 5ème baron Dacre (en) (1357–1398)
- Thomas Dacre, 6ème baron Dacre (en) (1386–1458)

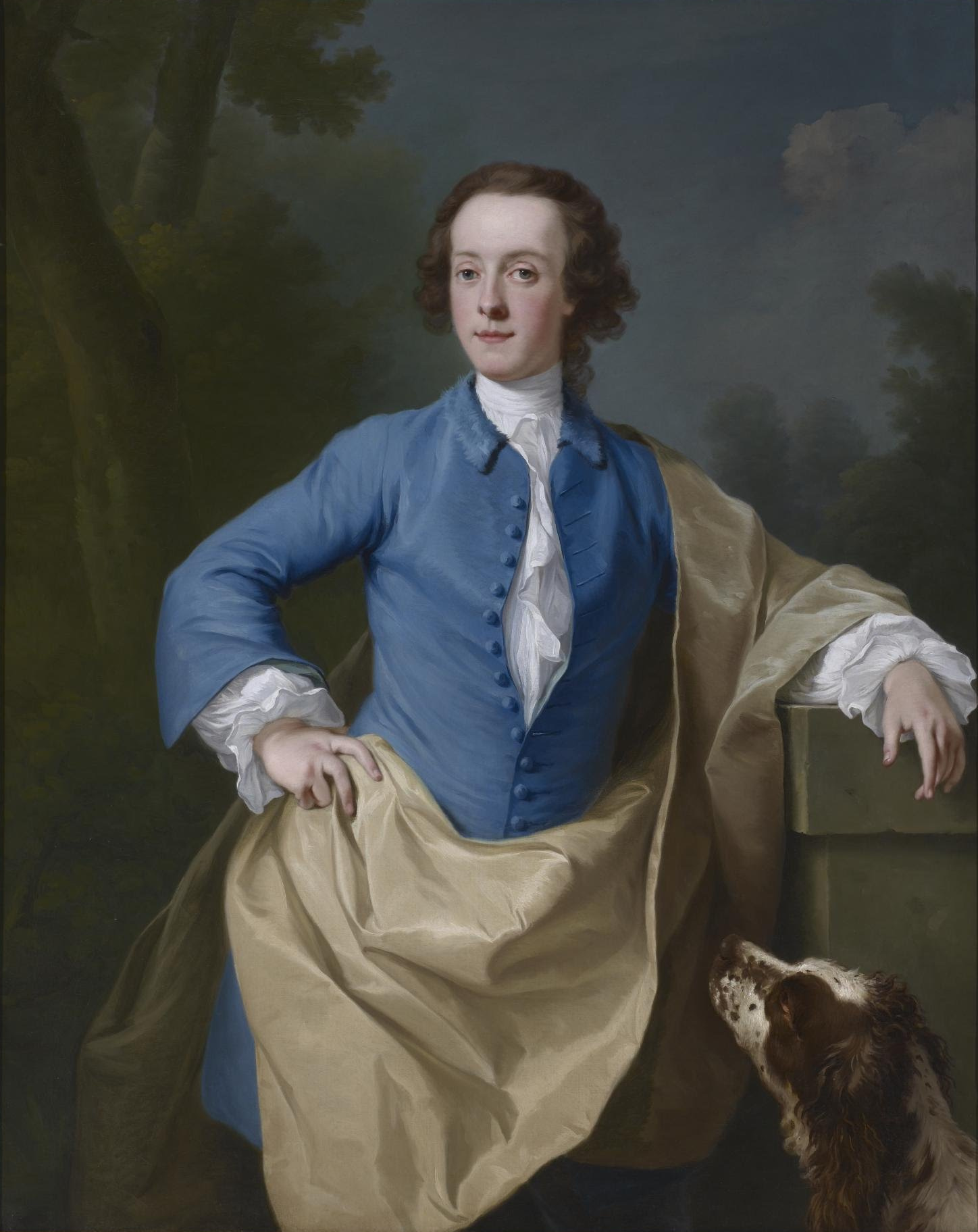
Portrait par Andrea Soldi de Thomas Barrett-Lennard, 17ème Baron Dacre (1736-1744)

- Joan Dacre, 7ème baronne Dacre (en) (1433–1486) avec:
  - Richard Fiennes, 7ème baron Dacre (en) (mort en 1483)
- Thomas Fiennes, 8ème Baron Dacre (en) (1474–1534)
- Thomas Fiennes, 9ème baron Dacre (d. 1541) (forfait 1541)
- Gregory Fiennes, 10ème baron Dacre (1558–1594).
- Margaret Fiennes, 11ème baronne Dacre (en) (1541–1612)
- Henry Lennard, 12ème baron Dacre (en) (1570–1616)
- Richard Lennard, 13ème baron Dacre (1596–1630)
- Francis Lennard, 14ème baron Dacre (1619–1662)
- Thomas Lennard, 1er comte de Sussex, 15ème baron Dacre (1654–1715), mari de Lady Anne Palmer Fitzroy.
- Anne Barrett-Lennard, 16ème baronne Dacre (1684–1755)
- Thomas Barrett-Lennard, 17ème baron Dacre (en) (1717–1786)
- Trevor Charles Roper, 18ème baron Dacre (1745–1794)
- Gertrude Brand, 19ème baronne Dacre (1750–1819)
- Thomas Brand, 20ème baron Dacre (en) (1774–1851)
- Henry Otway Trevor, 21ème baron Dacre (1777–1853)
- Thomas Crosbie William Trevor, 22ème baron Dacre (1808–1890)
- Henry Bouverie William Brand, 1er vicomte Hampden, 23ème baron Dacre (1814–1892)
- Henry Robert Brand, 2ème vicomte Hampden, 24ème baron Dacre (1841–1906)
- Thomas Walter Brand, 3ème vicomte Hampden, 25ème baron Dacre (1869–1958)
- Thomas Henry Brand, 4ème vicomte Hampden, 26ème baron Dacre (1900–1965)
- Rachel Leila Douglas-Home, 27ème baronne Dacre (1929–2012)
- James Thomas Archibald Douglas-Home, 28ème baron Dacre (de) (1952–2014)[2]
- Emily Beamish, 29ème baronne Dacre (née en 1983), son seul enfant lui succéda au titre.

Cohéritières de la pairie : L'Honorable Sarah Dent (née en 1954), L'Honorable Gian Leila Douglas-Home (née en 1958), et L'Honorable Dinah Lilian Marriott (née en 1964), les tantes de la Baronne.

## Ancêtre
|  |                                             |  |  |  |  |  |  |  |  |  |  |  |  |  |  |  |
|  | 16. Charles Douglas-Home, 12th Earl of Home |  |  |  |  |  |  |  |  |  |  |  |  |  |  |  |
|  |                                             |  |  |  |  |  |  |  |  |  |  |  |  |  |  |  |
|  |                                             |  |  |  |  |  |  |  |  |  |  |  |  |  |  |  |
|  | 8. Charles Douglas-Home, 13th Earl of Home  |  |  |  |  |  |  |  |  |  |  |  |  |  |  |  |
|  |                                             |  |  |  |  |  |  |  |  |  |  |  |  |  |  |  |
|  |                                             |  |  |  |  |  |  |  |  |  |  |  |  |  |  |  |
|  | 17. Maria Grey                              |  |  |  |  |  |  |  |  |  |  |  |  |  |  |  |
|  |                                             |  |  |  |  |  |  |  |  |  |  |  |  |  |  |  |
|  |                                             |  |  |  |  |  |  |  |  |  |  |  |  |  |  |  |
|  | 4. Hon. William Douglas-Home                |  |  |  |  |  |  |  |  |  |  |  |  |  |  |  |
|  |                                             |  |  |  |  |  |  |  |  |  |  |  |  |  |  |  |
|  |                                             |  |  |  |  |  |  |  |  |  |  |  |  |  |  |  |
|  | 18. Frederick Lambton (4e comte de Durham)  |  |  |  |  |  |  |  |  |  |  |  |  |  |  |  |
|  |                                             |  |  |  |  |  |  |  |  |  |  |  |  |  |  |  |
|  |                                             |  |  |  |  |  |  |  |  |  |  |  |  |  |  |  |
|  | 9. Lady Lillian Lambton                     |  |  |  |  |  |  |  |  |  |  |  |  |  |  |  |
|  |                                             |  |  |  |  |  |  |  |  |  |  |  |  |  |  |  |
|  |                                             |  |  |  |  |  |  |  |  |  |  |  |  |  |  |  |
|  | 19. Beatrix Bulteel                         |  |  |  |  |  |  |  |  |  |  |  |  |  |  |  |
|  |                                             |  |  |  |  |  |  |  |  |  |  |  |  |  |  |  |
|  |                                             |  |  |  |  |  |  |  |  |  |  |  |  |  |  |  |
|  | 2. James Douglas-Home, 28th Baron Dacre     |  |  |  |  |  |  |  |  |  |  |  |  |  |  |  |
|  |                                             |  |  |  |  |  |  |  |  |  |  |  |  |  |  |  |
|  |                                             |  |  |  |  |  |  |  |  |  |  |  |  |  |  |  |
|  | 20. Thomas Brand, 3rd Viscount Hampden      |  |  |  |  |  |  |  |  |  |  |  |  |  |  |  |
|  |                                             |  |  |  |  |  |  |  |  |  |  |  |  |  |  |  |
|  |                                             |  |  |  |  |  |  |  |  |  |  |  |  |  |  |  |
|  | 10. Thomas Brand, 4th Viscount Hampden      |  |  |  |  |  |  |  |  |  |  |  |  |  |  |  |
|  |                                             |  |  |  |  |  |  |  |  |  |  |  |  |  |  |  |
|  |                                             |  |  |  |  |  |  |  |  |  |  |  |  |  |  |  |
|  | 21. Lady Katharine Montagu Douglas Scott    |  |  |  |  |  |  |  |  |  |  |  |  |  |  |  |
|  |                                             |  |  |  |  |  |  |  |  |  |  |  |  |  |  |  |
|  |                                             |  |  |  |  |  |  |  |  |  |  |  |  |  |  |  |
|  | 5. Rachel Brand, 27th Baroness Dacre        |  |  |  |  |  |  |  |  |  |  |  |  |  |  |  |
|  |                                             |  |  |  |  |  |  |  |  |  |  |  |  |  |  |  |
|  |                                             |  |  |  |  |  |  |  |  |  |  |  |  |  |  |  |
|  | 22. Frank Seely                             |  |  |  |  |  |  |  |  |  |  |  |  |  |  |  |
|  |                                             |  |  |  |  |  |  |  |  |  |  |  |  |  |  |  |
|  |                                             |  |  |  |  |  |  |  |  |  |  |  |  |  |  |  |
|  | 11. Leila Seely                             |  |  |  |  |  |  |  |  |  |  |  |  |  |  |  |
|  |                                             |  |  |  |  |  |  |  |  |  |  |  |  |  |  |  |
|  |                                             |  |  |  |  |  |  |  |  |  |  |  |  |  |  |  |
|  | 23. Leila Russell                           |  |  |  |  |  |  |  |  |  |  |  |  |  |  |  |
|  |                                             |  |  |  |  |  |  |  |  |  |  |  |  |  |  |  |
|  |                                             |  |  |  |  |  |  |  |  |  |  |  |  |  |  |  |
|  | 1. Emily Douglas-Home, 29th Baroness Dacre  |  |  |  |  |  |  |  |  |  |  |  |  |  |  |  |
|  |                                             |  |  |  |  |  |  |  |  |  |  |  |  |  |  |  |
|  |                                             |  |  |  |  |  |  |  |  |  |  |  |  |  |  |  |
|  | 6. William Stephenson                       |  |  |  |  |  |  |  |  |  |  |  |  |  |  |  |
|  |                                             |  |  |  |  |  |  |  |  |  |  |  |  |  |  |  |
|  |                                             |  |  |  |  |  |  |  |  |  |  |  |  |  |  |  |
|  | 3. Christine Stephenson                     |  |  |  |  |  |  |  |  |  |  |  |  |  |  |  |
|  |                                             |  |  |  |  |  |  |  |  |  |  |  |  |  |  |  |
|  |                                             |  |  |  |  |  |  |  |  |  |  |  |  |  |  |  |

## Baron Dacre du Nord
- Randolph Dacre, 1er baron Dacre (mort en 1461)

## Barons Dacre (de Gilsland)
- Humphrey Dacre, 1er baron Dacre (mort en 1485)
- Thomas Dacre, 2e baron Dacre (v. 1464–1525)
- William Dacre, 3e baron Dacre (1497–1563)
- Thomas Dacre, 4e baron Dacre (v. 1526–1566)
- George Dacre, 5e baron Dacre (1561–1569)

## Baron Dacre de Glanton
- Hugh Trevor-Roper, baron Dacre de Glanton (1914–2003)